# Le Papier à musique
Le Papier à musique est un tableau peint par Juan Gris en 1913-1914. Cette huile sur toile cubiste est une nature morte. Elle est conservée au musée national d'Art moderne, à Paris.

## Expositions
- Le Cubisme, Centre national d'art et de culture Georges-Pompidou, Paris, 2018-2019.